# Calisto (mitología)

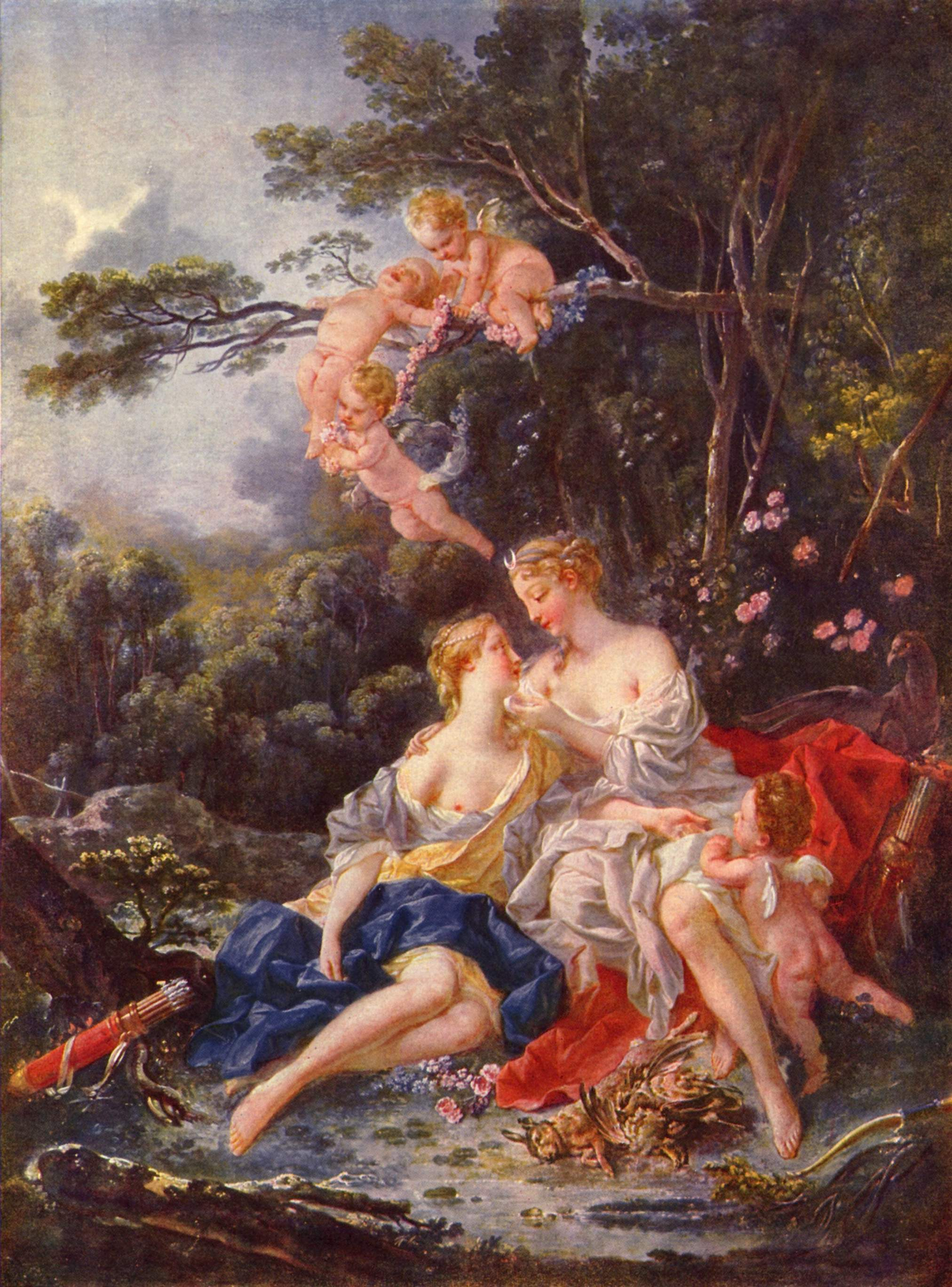
François Boucher: Júpiter y Calisto (Jupiter et Callisto, 1744).

En la mitología griega, Calisto (en griego antiguo Καλλιστώ Kallistṓ, de καλλίστη kallístē, ‘la más bella’) fue la madre con Zeus de Arcas o Árcade, el epónimo de los arcadios. Prácticamente todas las fuentes clásicas afirman que era hija de Licaón, rey de Pelasgia (la futura Arcadia). Fama es que Calisto fue metamorfoseada en osa y colocada entre las estrellas, como la Osa Mayor.

## Familia
En la Biblioteca mitológica, se recogen las diferentes variantes sobre la ascendencia de la muchacha. El texto especifica que Eumelo y otros dicen que Licaón tuvo, aparte de sus cincuenta hijos, también una hija, Calisto; Hesíodo en cambio la cree de las ninfas, Asio la daba por una hija de Nicteo —Níctimo— y Ferécides la imaginaba como hija de Ceteo. Araeto de Tegea, sin embargo, dice que no se llamaba Calisto sino Megisto, y era hija de Ceteo y nieta de Licaón. También dice que el propio Ceteo era otro nombre del catasterismo del Arrodillado. La esposa de Ceteo y madre de Calisto fue una tal Estilbe. En una fuente tardía y corrupta se nos dice que en unión con Temisto, hija de Ínaco, Jove (Zeus) fue padre de Arcas. Epiménides opina que de Calisto y Zeus nacieron como hijos gemelos Pan y Árcade. Carón de Lámpsaco opina que fue el propio Apolo, y no Zeus disfrazado de Apolo, quien tuvo unión amorosa con Calisto; de esta unión nació Árcade, como es fama.

## Mitología
Calisto era una cazadora perteneciente al cortejo de Artemisa, diosa de la caza, para lo cual había hecho el obligatorio voto de castidad. Sin embargo, Zeus se enamoró de ella y, para seducirla, adoptó la forma de Artemisa o, según una versión mucho menos extendida, de Apolo. Calisto terminó quedando embarazada.
Para evitar que la aventura llegase a oídos de su celosa esposa Hera, Zeus transformó a Calisto en una osa. Pero Hera lo descubrió y pidió a Artemisa que disparase a la osa durante una cacería, y la diosa cazadora lo hizo. Sin embargo, Ovidio cuenta que Artemisa disparó sus temibles flechas a Calisto después de que Hera la transformase en osa porque la joven había incumplido su voto de castidad.
Higino relata que Artemisa sorprendió a Calisto bañándose en un río y advirtió que su vientre había crecido. Artemisa le preguntó el motivo y Calisto, a quien Zeus había seducido bajo la forma de la diosa, replicó que era culpa suya. Artemisa, enfadada por la respuesta, la transformó en osa y la expulsó de su cortejo.
En cualquier caso, Calisto murió debido a esta intriga, pero para salvar a su hijo, Zeus la transformó en la constelación de la Osa Mayor, otorgándole así la inmortalidad. Arcas, el hijo de Calisto, fue dado por Zeus a la pléyade Maya para que lo criase.
Se cuenta que esta constelación orbita siempre alrededor del cielo sin bajar nunca del horizonte porque Tetis, esposa de Océano y niñera de Hera, prohibió que se sumergiese en el mar, pues odiaba la intrusión de Calisto en el lecho de su ahijada. Esto explicaría por qué es circumpolar.
Arcas, el hijo de Zeus y Calisto que algunos dicen que fue nieto de Licaón sirvió a aquel en un banquete, llegó a ser rey, y la región de Arcadia (anteriormente llamada Pelasgia) fue bautizada en su honor. Tras su muerte fue convertido en la constelación Bootes, el Guardián de la Osa, aunque otros afirman que dicha constelación es algún otro personaje.

### Variantes del mito
- Sobre el amante seductor de Calisto hay cuatro variantes: fue Zeus en persona,[7][8][9] o bien Zeus metamorfoseado en Artemisa,[1] o hizo lo propio como Apolo,[1] o el amante fue en realidad Apolo.[6]
- Sobre el dios que metamorfoseó a Calisto en osa hay tres variantes, siendo obra de Hera,[10][11][12] de Artemisa[13] o del propio Zeus.[14][1]
- Sobre los culpables de la muerte de Calisto hay dos versiones; en una se dice que fue asaeteada por Árcade y los propios arcadios,[15][16] y en otra fue la propia Artemisa quien la asaeteó por romper los juramentos de su virginidad.[1]

### Orígenes
El mito puede haber surgido del hecho de que un conjunto de constelaciones parecen muy cercanas en el cielo, cerca del signo zodiacal de Libra y en él: concretamente, la Osa Menor, la Osa Mayor, Bootes y Virgo. Bootes, al parecerse a un hombre esquemático, era en algunas versiones del mito explícitamente identificado con Arcas (antes de su transformación), y en el resto representaba a un dios. Virgo, al parecerse a una mujer, solía ser considerada una diosa, aunque no siempre identificada. La combinación de un dios, una diosa y dos osos en la misma cama del cielo puede haber llevado a un mito de concepción. La circumpolaridad de los osos añade un detalle extra al mito.

### Calisto como epíteto de Artemisa
Aunque toda la tradición describe a Calisto como una compañera de Artemisa, Müller intenta demostrar que Calisto es solo otra forma del nombre Artemisa Caliste, lo que infiere del hecho de que la tumba de la heroína estaba relacionada con el templo de la diosa, y de que fue transformada en osa, que era el símbolo de la Artemisa arcadia. De hecho, esta opinión no es sorprendente si se considera que en muchas otras ocasiones un atributo de un dios fue transformado por las creencias populares en una divinidad separada. La mezcla del personaje con las genealogías arcadias es explicada así por Müller: ser hija de Licaón significa ser hija de Zeus Lykaios, y ser madre de Arcas equivale a ser madre del pueblo arcadio.

## Historia
Los arcadios situaban la tumba de Calisto cerca de la antigua ciudad de Tricolonos a treinta estadios de la fuente Crunos, en la cima una colina plantada con árboles, donde había un templo dedicado a Artemisa Calisto.
Una estatua fue dedicada a Calisto en Delfos por los ciudadanos de Tegea. En la lesque de Delfos, Polignoto representó a Calisto, que llevaba una piel de oso en lugar de un vestido.

## Calisto en el arte
- Júpiter y Calisto, título de muchas obras (entre otros, de Rubens,[19] de Boucher, de Jacopo Amigoni, etc.)
- Diana y Calisto, título de muchas obras (entre otros, de Tiziano, 1566-1569, de Pieter Paul Rubens, 1637–1638, de Boucher, de Jean-Baptiste Marie Pierre, etc.).
- El baño de Diana, título de muchas obras (entre otros, de François Clouet, ca. 1550, y de Rembrandt, 1634).
- La Calisto, ópera de Francesco Cavalli, 1651.

|  |  |  |